# Hu Xia
Hu Xia (Chino: 胡夏), (1 de marzo de 1990 en Guangxi), es un cantante chino que surgió de un programa llamado "One Million Star".

## Biografía
Hu Xia cuando tenía 19 años de edad, ganó en un concurso de canto en 2009. El presentador Tao Ching-Ying, había predicho que iba a ser el campeón desde el inicio de la competición. Todos los jueces elogiaron su desempeño. Hu Xia es conocido como el "Gran Hermano" de la Super Star, que ha sido honorificado como uno de los cantantes más jóvenes.

## Educación
Hu Xia estudió la escuela secundaria afiliada a la Universidad de Guangxi, cuando tenía 12 años de edad. Se cambió de escuela en la provincia de Guangxi. Debido a su participación en el One Million Star, sus estudios fue suspendido.

## Carrera
En 2006, dentro del campo de la música se ubicó entre los 10 mejores finalistas. En 2008, logró su sueño de ser cantante en el "Rush to Beijing achievement music dream". En 2009, se trasladó a Taiwán para competir en un concurso llamado "One Million Star". Ganó el primer lugar en 2010.

## Filmografía
| Año        | Programa        | Notas                  |
| ---------- | --------------- | ---------------------- |
| 2019       | Keep Running    | (ep. #7.10) - invitado |
| 2015, 2019 | Happy Camp      | 4 episodios - invitado |
| 2023       | Time Concert S2 | Reparto Official       |